# Joel Griffiths
Joel Michael Griffiths, född den 21 augusti 1979 i Sydney, är en australisk fotbollsspelare. Han har bland annat spelat i NSL-laget Parramatta Power, A-League-laget Newcastle United Jets och Axpo Super League-laget Neuchâtel Xamax. Han har också spelat en säsong i det engelska laget Leeds United.

## Landslagskarriär
Griffiths representerade Australiens U20-landslag i Junior-VM 1999 som hölls i Nigeria. Han gjorde debut för Australiens landslag den 9 oktober 2005 mot Jamaica där han gjorde ett mål och gjorde en målgest där han hoppade upp och ner likt en känguru.

## Privatliv
Joel har en tvillingbror, Adam, och en lillebror, Ryan, som också är professionella fotbollsspelare. Han gifte sig med sin barndomskärlek, Bianca Jensen, i december 2007. De fick en dotter den 29 april 2009 vid namn Gizelle Jensen Griffiths.

## Meriter

### Med Newcastle United Jets
- A-League-vinnare: 2007/2008

### Med Beijing Guoan
- Chinese Super League-vinnare: 2009

### Personliga utmärkelser
- Johnny Warren Medal: 2007/2008 med Newcastle United Jets
- A-League Golden Boot: 2007/2008 med Newcastle United Jets - 12 mål
- Newcastle United Jets Player of the Year: 2007/2008
- Newcastle United Jets Member's Player of the Year: 2006/2007, 2007/2008